# Etiopía-Plaza de la Transparencia (métro de Mexico)
Etiopía-Plaza de la Transparencia est une station de la Ligne 3 du métro de Mexico située au sud de Mexico, dans la délégation Benito Juárez.

## La station
La station, ouverte en 1980 dans la quatrième extension de la ligne 3, tire son nom d'un ancien kiosque, situé à l'intersection des avenues Cuauhtemoc et Xola, jadis appelé Gloriette de l'Éthiopie. Son icône est la tête d'un lion identifiée avec l'Éthiopie et marquée du logo IFAI (Institut d'accès à l'information publique du District fédéral, situé à proximité).
La plate-forme de la station porte une plaque commémorant la visite au Mexique de Sa Majesté Impériale, Haile Selassie, le 22 juin 1954.
Sur décision du 25 novembre 2008 appliquée le 27 mars 2009, le nom de la station se vit ajouter Plaza de la Transparencia.